# Хорошие города
Хорошие города (фр. Bonnes Villes) — самые важные города Льежского княжества-епископства. Получив этот статус, они могли строить городские стены, участвовать в съездах штатов и воздвигнуть колонну перрон, символизирующую автономию и свободу Льежа.
В начале нового времени был 21 хороший город; в 1651 г. — 23: двенадцать диетских и одиннадцать романских:
- Диетические города (villes thioises), в которых говорили по голландски: Беринген, Бильзен, Борглон, Бре, Хамонт, Хасселт, Херк-де-Стад, Маасейк, Пер, Синт-Трёйден, Стоккем, Тонгерен.
- Романские города (villes françoises), теперь можно было бы сказать франкоязычные: Варем, Шатле, Сине, Кувен, Динан, Фос-ла-Виль, Юи, Льеж (столица), Тюэн, Вервье, Визе.

Город Буйон, расположенный в одноимённом герцогстве, имел особый статус в составе княжества-епископства. То же самое относилось и к Маастрихт. После Фексского мира (1316 г.) город был в ограниченном смысле частью городского союза Льежа, а также был представлен в Льежскихя. Позже город все больше и больше держался в стороне от политики Льежа.